# Maximilian Benassi
Maximilian Benassi, född den 29 januari 1986 i Köln, Tyskland, är en italiensk kanotist.
Han tog bland annat VM-brons i K-1 5000 meter i samband med sprintvärldsmästerskapen i kanotsport 2011 i Szeged.